# Tropical Brainstorm
Tropical Brainstorm è il quinto album in studio della cantante inglese Kirsty MacColl, pubblicato nel 2000.

## Tracce
1. Mambo de la Luna – 4:38
2. In These Shoes? – 3:392
3. Treachery – 3:51
4. Here Comes That Man Again – 4:49
5. Autumngirlsoup – 3:54
6. Celestine – 3:35
7. England 2 Colombia 0 – 3:45
8. Não Esperando – 4:04
9. Alegria – 2:01
10. Us Amazonians – 4:09
11. Wrong Again – 4:16
12. Designer Life – 2:35
13. Head – 3:56

Tracce Bonus (Ed. USA)
1. Golden Heart – 3:24
2. Things Happen – 2:58
3. Good For Me – 4:10